# خاطرات دکتر حسن روحانی (دفاع مقدس)
خاطرات دکتر حسن روحانی (دفاع مقدس) عنوان کتابی است نوشته حسن روحانی که به خاطرات حسن روحانی در خلال جنگ ایران و عراق پرداخته است. این کتاب در مرحله چاپ است.